# ABBA: Фильм
«ABBA: Фильм» (англ. ABBA: The Movie) — художественно-документальный фильм о гастрольном турне легендарной шведской поп-группы ABBA в Австралии в 1977 году. Фильм имеет весьма незамысловатый сюжет, являющийся связкой между концертными номерами группы ABBA, снятыми во время всего турне. Режиссёром-постановщиком фильма стал Лассе Халльстрём, являющийся режиссёром большинства видеоклипов группы. Кинокартина стала культовой среди поклонников группы ABBA. Её выход на экраны совпал с выходом в свет пятого студийного альбома The Album, несколько песен из которого («Eagle», «The Name of the Game», «Hole in Your Soul», «Thank You for the Music», и «I’m a Marionette») наряду с другими хитами группы звучат в фильме.

## Сюжет
В основе лежат приключения Эшли Уоллиса (актёр Роберт Хьюз), работающего диджеем в ночном эфире радио 2TW, который обычно представляет в эфире музыку в стиле кантри, тем не менее, по поручению директора радиостанции (актёр Брюс Барри) отправляется на концерт группы ABBA, чтобы получить у них подробное интервью («не интервью, а диалог», как потребовал от него босс) для вечернего радиоэфира, ведь успех группы ABBA в Европе настолько велик, что побил рекорды группы The Beatles. Эшли, никогда ранее не бравший подобных интервью, в самом начале своего путешествия оставил дома пресс-карту, удостоверяющую личность журналиста и позволяющую пройти на любую пресс-конференцию. Связавшись с боссом по телефону, он просит выслать ему карту в гостиницу, а пока карта в пути, Эшли вместе со своим рабочим магнитофоном следует за группой ABBA по всем городам Австралии, куда они летят с концертами, начиная с Сиднея, продолжая путешествие в Перт, Аделаиду, а затем в Мельбурн.
Перелёты Эшли постоянно сопровождаются его стычками с телохранителем группы (актёр Том Оливер) и напряжёнными разговорами по телефону со своим директором. Чтобы не терять даром времени, Эшли берёт интервью у прохожих на улице — у молодёжи, у людей более старшего поколения, у детей. Каждому из них задаются два вопроса: любят ли они группу ABBA и если любят, то за что. Подавляющее большинство ответов положительные. Но, в конце концов, Эшли невероятно повезло. На выходе из гостиницы он случайно столкнулся с продюсером группы ABBA Стигом Андерсоном, который соглашается устроить ему интервью с четвёркой и назначает время на завтрашнее утро. Этим вечером Эшли покупает билет и идёт на концерт группы в Мельбурне. На следующее утро Эшли проспал время, назначенное для интервью.
Узнав от дежурной, что группа уже уехала в аэропорт, Эшли в подавленном настроении идёт по улице, собираясь оповестить шефа о провале их планов (его даже не интересует и то, что его пресс-карта, наконец-то, доставлена), заходит в гостиницу, нажимает кнопку лифта, заходит туда и… вдруг неожиданно сталкивается там лицом к лицу с Агнетой, Бьорном, Бенни и Анни-Фрид. Они соглашаются дать интервью. Уже по дороге на радио Эшли на заднем сиденье такси в скором порядке монтирует запись, за минуту до начала эфира бежит к себе в аппаратную, успевает поставить плёнку на магнитофон и, когда часы в студии показывают время начала эфира, объявляет начало программы и включает запись.

## В ролях
- Роберт Хьюз — Эшли Уоллис
- Агнета Фельтског — камео
- Бьорн Ульвеус — камео
- Бенни Андерссон — камео
- Анни-Фрид Лингстад — камео
- Стиг Андерсон — камео
- Ричард Нортон — камео, телохранитель и фитнес-тренер (в титрах не указан);
- Том Оливер — телохранитель, таксист, бармен (сон Эшли)
- Брюс Бэрри — директор радиостанции

## Песни в фильме
- «Tiger»
- «S.O.S.»
- «Money, Money, Money»
- «He Is Your Brother»
- «Intermezzo No.1[англ.]»
- «Waterloo»
- «Mamma Mia»
- «Rock Me»
- «I’ve Been Waiting for You»
- «The Name of the Game»
- «Why Did It Have to Be Me?»
- «When I Kissed the Teacher»
- «Get on the Carousel»
- «I’m a Marionette»
- «Fernando»
- «Dancing Queen»
- «So Long»
- «Eagle»
- «Thank You for the Music»
- Во время начальных титров звучит проигрыш к песне «Hole in Your Soul».
- В эпизоде, когда Эшли по дороге на пресс-конференцию застрял в пробке, из открытых окон других автомобилей доносятся обрывки песен «Knowing Me, Knowing You» и «Dum Dum Diddle».
- В одной из сцен в исполнении участниц детской танцевальной группы, поющих вместе с фонограммой ABBA, звучит песня «Ring Ring».
- Перед началом одного из концертов Бенни Андерссон в гримёрке в окружении участников программы играет шведские народные песни «Johan på Snippen», «Polkan går», а на самом концерте в его же исполнении звучит инструментальная композиция «Stoned».
- В начале фильма в радиостудии звучит написанная Бьёрном и Бенни ещё в начале 1970-х годов мелодия песни «Please Change Your Mind», записанная группой Nashville Train.

## Выход на экраны
15 декабря 1977 года в Сиднее состоялась мировая премьера фильма.
Далее премьера фильма прошла в Финляндии (23 декабря), Дании, Норвегии и Швеции (26 декабря), Великобритании и ФРГ (16 февраля 1978 года), Франции (19 апреля), ВНР (13 июля), Японии (15 июля), ПНР и ГДР (11 августа), Венесуэле (13 сентября), Колумбии (11 октября), США (февраль 1979 года), Южной Корее (1 сентября), Турции (Февраль 1980 года).
8 июля 2012 года фильм показан на кинофестивале в Тайбэй (Тайвань).

### Выход фильма в СССР
Фильм шёл в кинотеатрах СССР с сентября 1981 года. Его посмотрело 33 200 000 человек.

### Выпуск на DVD
2 октября 2005 года компания SBS выпустила первый DVD-диск с записью фильма. Всего на сегодняшний день существует четыре издания фильма на DVD.

## Критика
Маргарет Геддес из австралийской газеты The Age пришла к выводу, что фильм был «гладким, грамотным и даже не очень интересным».